# A turné (film, 1984)
A turné (eredeti címe: This Is Spinal Tap, stilizált alakja: This Is Spin̈al Tap: A Rockumentary by Martin Di Bergi) 1984-es amerikai áldokumentumfilm, amelyet Rob Reiner rendezett. Ez Reiner első rendezése.A főszerepekben Christopher Guest, Michael McKean és Harry Shearer láthatóak, a fiktív Spinal Tap nevű heavy metal együttes tagjaiként. Az együttesre gyakran utalnak úgy, mint "Anglia egyik leghangosabb bandája". Reiner alakítja Martin "Marty" Di Bergi filmest, aki követi őket amerikai turnéjuk során. A film a rockegyüttesek viselkedését, és a rockegyüttesekről szóló dokumentumfilmeket szatirizálja.
Habár a film eleinte kevésbé volt sikeres, a VHS-en való megjelenés óta kultikus státuszt ért el. 2002-ben a Kongresszusi Könyvtár kiválasztotta a filmet az Országos Filmnyilvántartásban való megőrzésre, mivel „kulturális, történelmi vagy esztétikai szempontból jelentős”. 2016-ban Jeremy Arnold filmkritikus az "52 film, amelyet látnod kell" listájára sorolta, illetbe úgy írta le, mint az "elmúlt harmincöt év egyik legbefolyásosabb filmje", illetve a mockumentary műfaj úttörőjének nevezte.

## Szereplők
- Michael McKean: David St. Hubbins
- Christopher Guest: Nigel Tufnel
- Harry Shearer: Derek Smalls
- Rob Reiner: Martin "Marty" Di Bergi
- Tony Hendra: Ian Faith
- R.J. Parnell (az Atomic Rooster dobosa): Mick Shrimpton
- David Kaff: Viv Savage
- June Chadwick: Jeanine Pettibone
- Bruno Kirby: Tommy Pischedda
- Ed Begley Jr.: John "Stumpy" Pepys
- Danny Kortchmar: Ronnie Pudding
- Fran Drescher: Bobbi Flekman
- Patrick Macnee: Sir Denis Eton-Hogg
- Julie Payne: pantomim pincérnő
- Dana Carvey: pantomim pincér
- Sandy Helberg: Angelo DiMentibelio
- Zane Buzby: Rolling Stone riporter
- Billy Crystal: Morty, a pantomim
- Paul Benedict: Tucker "Smitty" Brown
- Howard Hesseman: Terry Ladd (Duke Fame menedzsere)
- Paul Shortino: Duke Fame
- Lara Cody: Duke Fame rajongója
- Andrew J. Lederer: reklámozó diák
- Russ Kunkel: Eric "Stumpy Joe" Childs dobos
- Victory Tischler-Blue: Cindy
- Joyce Hyser: Belinda
- Gloria Gifford: biztonsági őr a repülőtéren
- Paul Shaffer: Artie Fufkin
- Archie Hahn: szobaszervizes férfi
- Charles Levin: a Disc 'n' Dat menedzsere
- Anjelica Huston: Polly Deutsch
- Donald Kendrick: háttér-énekes
- Fred Willard: Bob Hookstratten
- Wonderful Smith: a színfalak mögött dolgozó munkás
- Robert Bauer: Moke

## Háttér
McKean és Guest New Yorkban ismerték meg egymást a hatvanas évek végén, és együtt zenéltek. A The TV Show című szkeccsműsor pilot epizódján dolgoztak Shearerrel és Reinerrel együtt. A műsorban szerepelt egy "Spinal Tap" nevű kitalált rockegyüttes. Miközben ezen a szkeccsen dolgoztak, McKean és Guest elkezdtek improvizálni, és kitaláltak különféle karaktereket, akik végül David St. Hubbins és Nigel Tufnel lettek.
Guest korábban gitározott Michael McKean és David Lander "Lenny and the Squigtones" című albumán a "Nigel Tufnel" név alatt.
A filmet Los Angeles megyében forgatták öt hét alatt.

## Fogadtatás
A filmet pozitívan fogadták a kritikusok, és 1984 egyik legjobb filmjének tartják. A Rotten Tomatoes oldalán 95%-on áll, 66 kritika alapján, és 8.60 pontot szerzett a tízből.
Roger Ebert, a Chicago Sun-Times kritikusa a maximális négy csillaggal értékelte. Ebert később az "1984 legjobb filmjei" listájára helyezte, 2001-ben pedig a "Legjobb Filmek" listájára is felkerült. Gene Siskel, a Chicago Tribune kritikusa szintén a maximális négy csillaggal értékelte. A The New York Times kritikusa, Janet Maslin is dicsérte.
A Newsweek magazin a dokumentumfilmek szatírájának nevezte.
Sokan elhitték, hogy valódi együttesről van szó, még Billy Crystal és Patrick Macnee cameo szerepei ellenére is.
A filmet valódi rockzenészek, például Jimmy Page, Robert Plant, Jerry Cantrell, Dee Snider és Ozzy Osbourne is pozitívan fogadták.